# Martin Lipčák
Martin Lipčák (22 de dezembro de 1975) é um futebolista profissional eslovaco que atua como goleiro.

## Carreira
Martin Lipčák representou a Seleção Eslovaca de Futebol, nas Olimpíadas de 2000. 